# Acacia penninervis
Espèce
Classification phylogénétique
Répartition géographique
Acacia penninervis est une espèce de plantes à fleurs de la famille des Fabaceae selon la classification phylogénétique. C'est un arbuste originaire de l'est de l'Australie et de la Nouvelle-Zélande.

## Description
C'est un mimosa de 2 à 8 mètres de haut aux fleurs blanches à crème qui peuvent apparaître toute l'année.

## Variétés
- Acacia penninervis var. longiracemosa
- Acacia penninervis var. penninervis

## Synonymes
- Acacia impressa Lindl.
- Acacia penninervis Sieber
- Acacia penninervis DC. var. impressa (Lindl.)Domin
- Racosperma penninerve (DC.)Pedley[2]